# Muzeum Vasa
Muzeum Vasa (szw. Vasamuseet) – muzeum morskie znajdujące się w Sztokholmie na wyspie Djurgården. Otwarte 15 czerwca 1990 dla ekspozycji okrętu „Vasa”, wydobytego w 1961 z dna morskiego i odrestaurowanego. Muzeum jest częścią państwowych muzeów morskich Szwecji (obok Sjöhistoriska museet w Sztokholmie i Marinmuseum w Karlskronie). Jest najpopularniejszym muzeum Sztokholmu.

## Historia okrętu

### Budowa i zatonięcie
Okręt wojenny „Vasa” został zbudowany w Sztokholmie na rozkaz króla Gustawa II Adolfa. Prace nadzorował budowniczy okrętów Henrik Hybertsson. Przy budowie okrętu, która trwała ok. 2 lata, pracowało czterystu ludzi. Statek miał 3 maszty, mógł rozwinąć 10 żagli, mierzył 52 m od topu masztu do kilu oraz 69 m od dziobu do rufy i ważył 1200 ton. Nazwę „Vasa” otrzymał na cześć panującej dynastii. Miał być jednym z najważniejszych okrętów szwedzkiej floty wojennej, liczącej wówczas ok. 20 jednostek. Wyposażony został w 64 działa, z których większość stanowiły tzw. „dwudziestoczterofuntówki” (od wagi wystrzeliwanych kul: 24 funty – ponad 11 kg). 
10 sierpnia 1628 okręt „Vasa” wypływał z portu w Sztokholmie. Przy wyjściu z portu w wyniku gwałtownego porywu wiatru przechylił się, lecz odzyskał równowagę. Po drugim podmuchu wiatru przechylił się na bok, a przez otwarte luki do środka wdarła się woda. Okręt zatonął, zabierając na dno od 30 do 50 ludzi ze stu pięćdziesięcioosobowej załogi. 

### Podniesienie wraku i jego odrestaurowanie

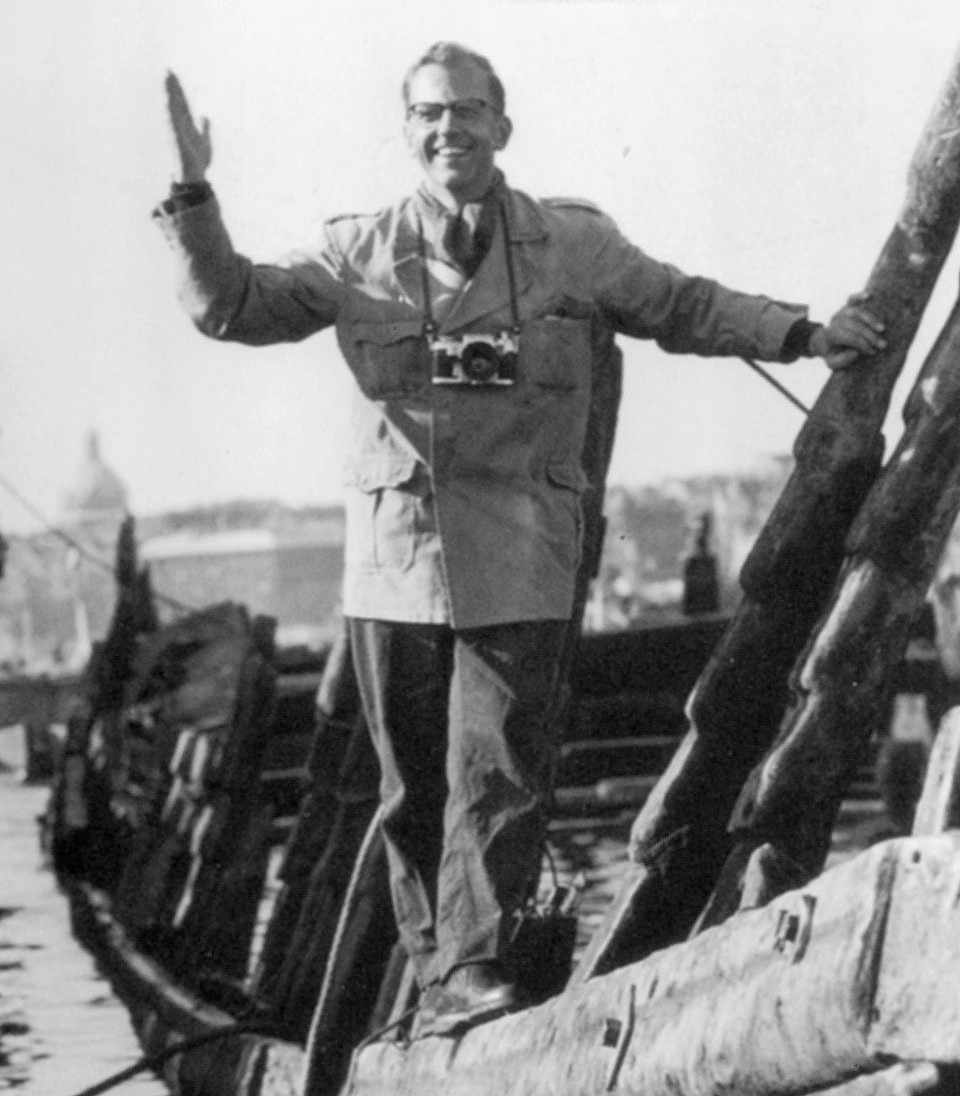
Anders Franzén na tle wraku okrętu wydobytego w 1961

Na początku lat 50. XX w. prywatny badacz Anders Franzén rozpoczął poszukiwania okrętu. Jego wrak zlokalizował w 1956. 25 sierpnia na linie obciążonej ołowiem wydobył kawałek sczerniałego drewna dębowego. W 1957 nurkowie rozpoczęli prace wydobywcze drążąc przez dwa kolejne lata tunele pod kadłubem wraku w celu przeciągnięcia lin. 

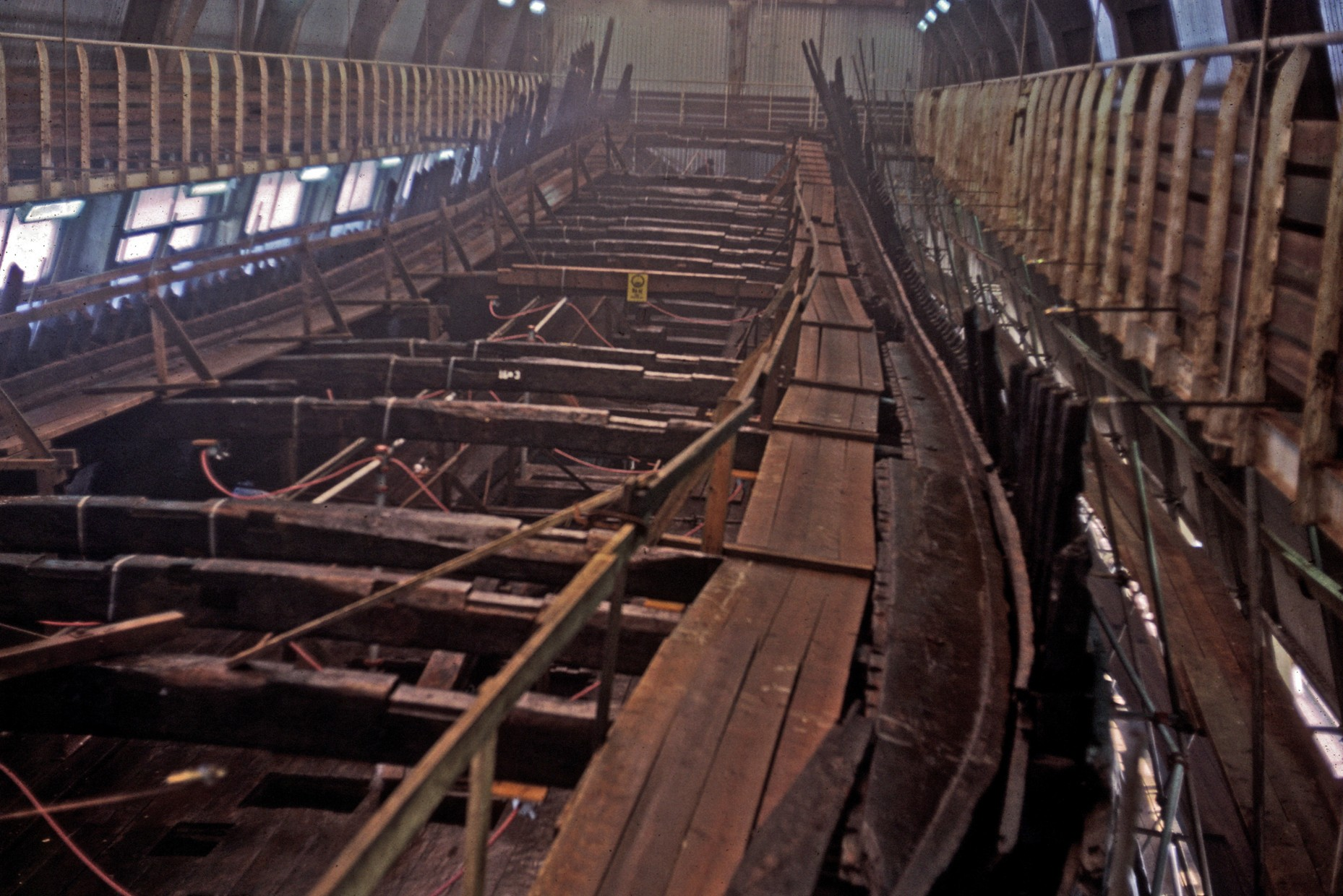
Okręt „Vasa” podczas zabiegów konserwacyjnych (1965)

Wrak udało się ruszyć z dna już podczas pierwszej próby, a podczas kolejnych 16 prób wrak przesuwano na płyciznę. Następnie uszczelniono miejsca, z których wypadły przerdzewiałe nity. Podnoszenie wraku rozpoczęto 24 kwietnia 1961, a 5 maja ustawiono go w suchym doku. 
Potem przystąpiono do jego konserwacji i impregnacji spryskując go na początku wodą, a następnie nasączając środkiem konserwującym, glikolem polietylenowym. Zabieg ten kontynuowano przez wiele lat. Wraz z okrętem „Vasa” odzyskano ponad 14 000 różnego rodzaju drewnianych przedmiotów, w tym 700 rzeźb. Wszystkie je poddano konserwacji, po czym umieszczono w pierwotnych miejscach na okręcie. 
Wraz z okrętem wydobyto również kości członków załogi oraz ich dobytek, a także 6 żagli, które nie były osadzone w czasie katastrofy. Są to najstarsze żagle na świecie. Je również poddano konserwacji.

## Historia muzeum
W latach 1987–1990 dla wydobytego i poddanego konserwacji okrętu zbudowano specjalne muzeum. Projekt wykonała pracownia architektoniczna Månsson Dahlbäck Arkitektkontor, a prace budowlane – firma NCC (Nordic Construction Company). Do budowy zużyto 10 000 m³ betonu. Budynek muzeum zajmuje powierzchnię 12 700 m², jego kubatura wynosi 117 000 m³, a powierzchnia okien – 55 000 m². Miedziany dach ma powierzchnię 12 000 m² i waży ok. 100 ton. Ponad dach wystają maszty okrętu, z których najwyższy mierzy 52,5 m. Muzeum otwarto 15 czerwca 1990. 26 kwietnia 2011 liczniki zainstalowane w muzealnych drzwiach zarejestrowały 30-milionowego zwiedzającego, Amerykankę Kristine Herb.

### Zwiedzanie muzeum
Okręt "Vasa” udało się zrekonstruować w 95 procentach. Jego kadłub zachował się w całości, ale musiano do niego dopasować 13 500 znalezionych luźnych elementów. W muzeum odtworzono dla zwiedzających górny pokład działowy i kajutę admiralską. Zwykli marynarze i żołnierze jedli i spali na pokładzie, pomiędzy działami. Spośród znalezionych przedmiotów eksponowane są m.in. drewniane łyżki i talerze marynarzy, oficerska zastawa z cyny i gliny, sprzęt medyczny, komplet do gry w tryktraka, oraz monety i inne rzeczy osobistego użytku. Kopie niektórych z nich można kupić w muzealnym sklepie z pamiątkami.

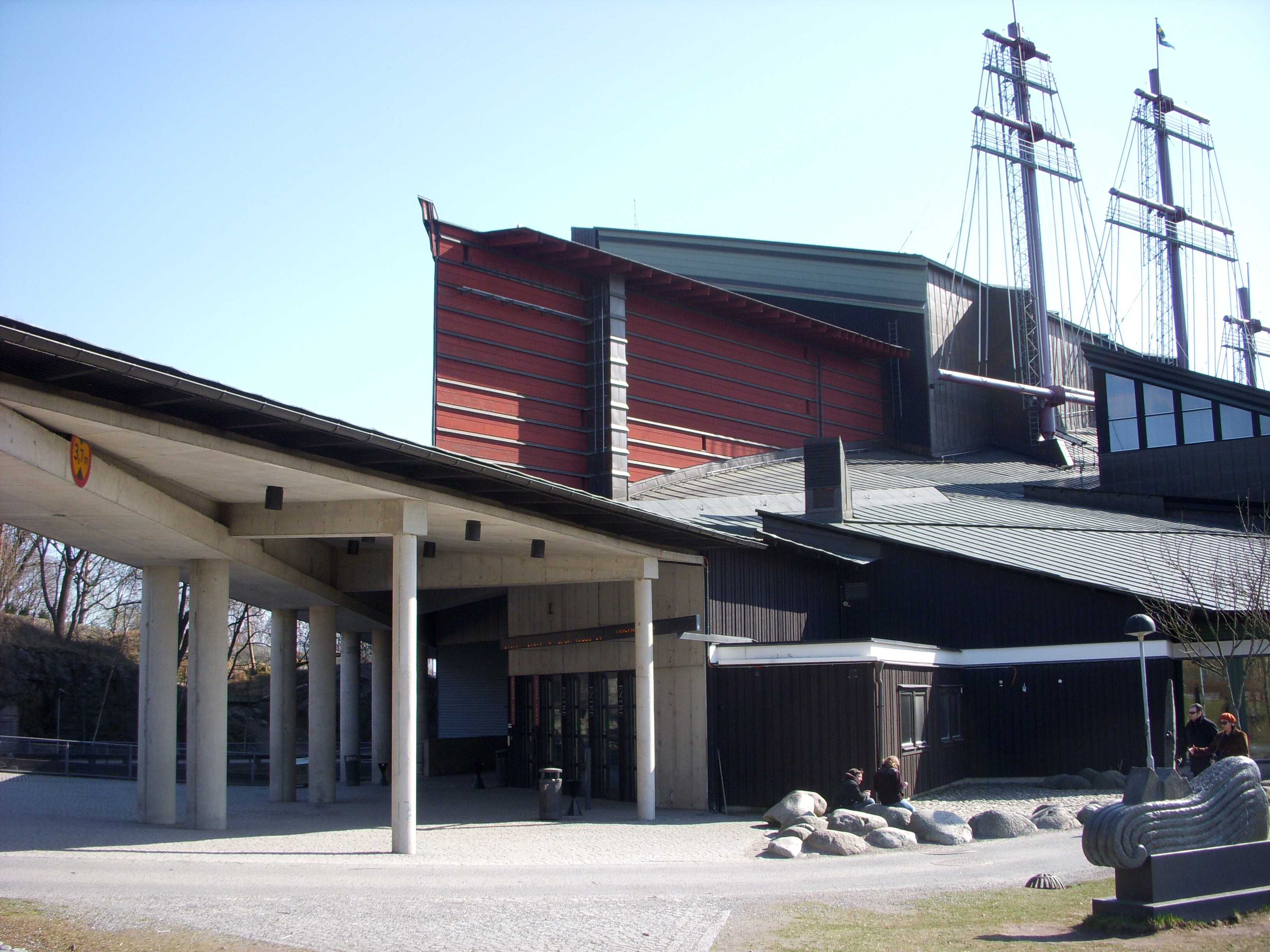
Wejście do muzeum
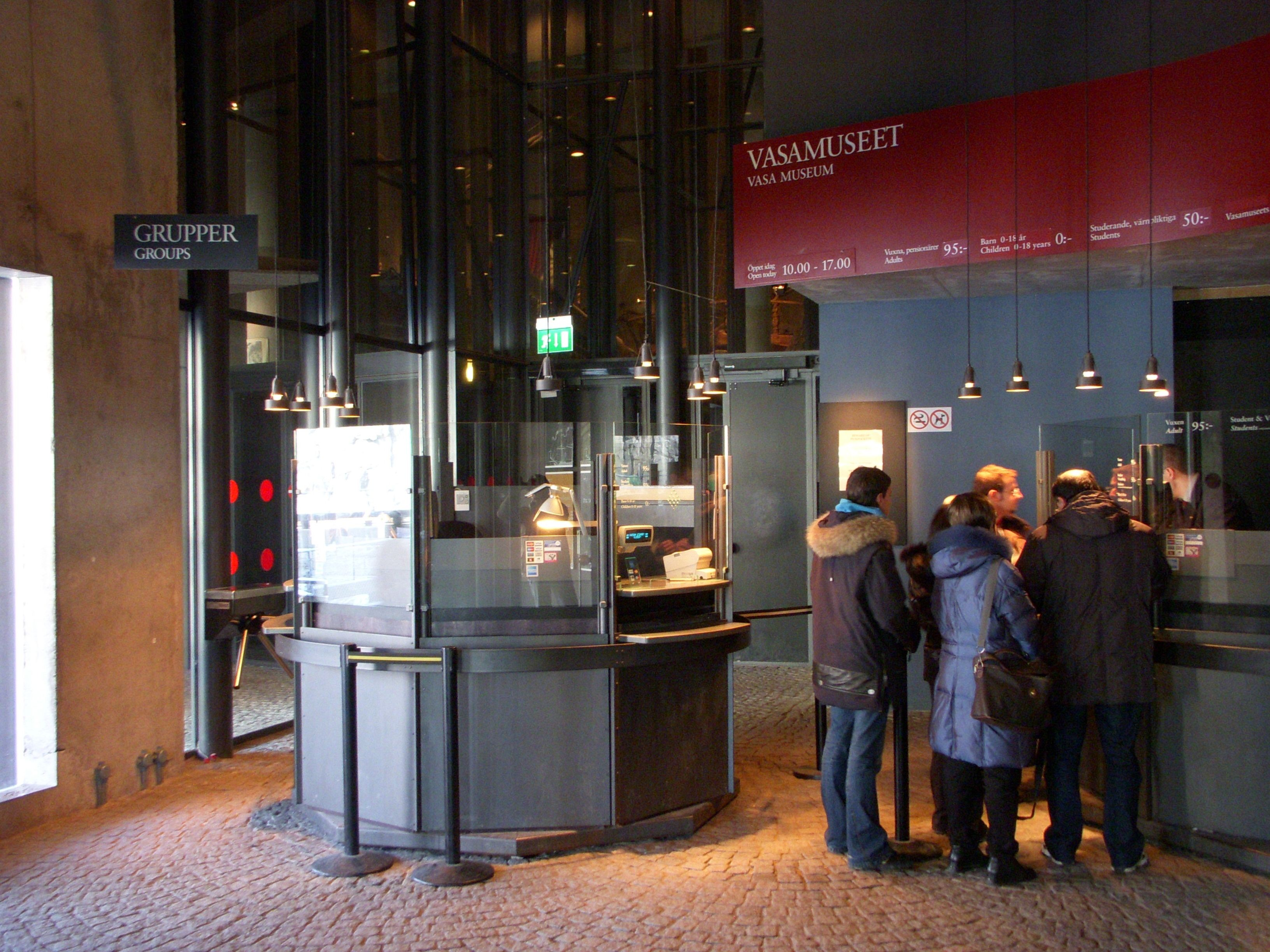
Hol wejściowy
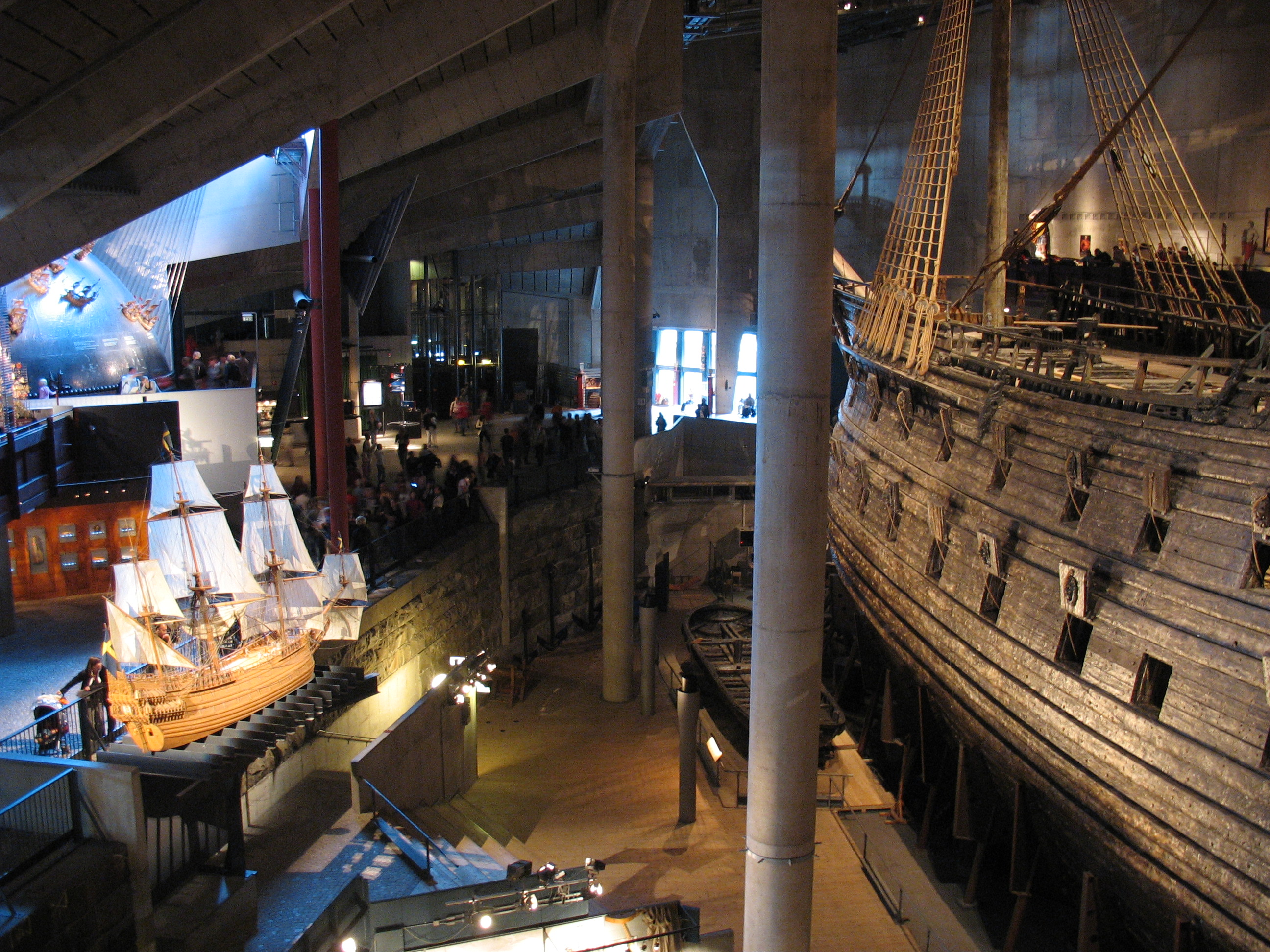
Wnętrze muzeum
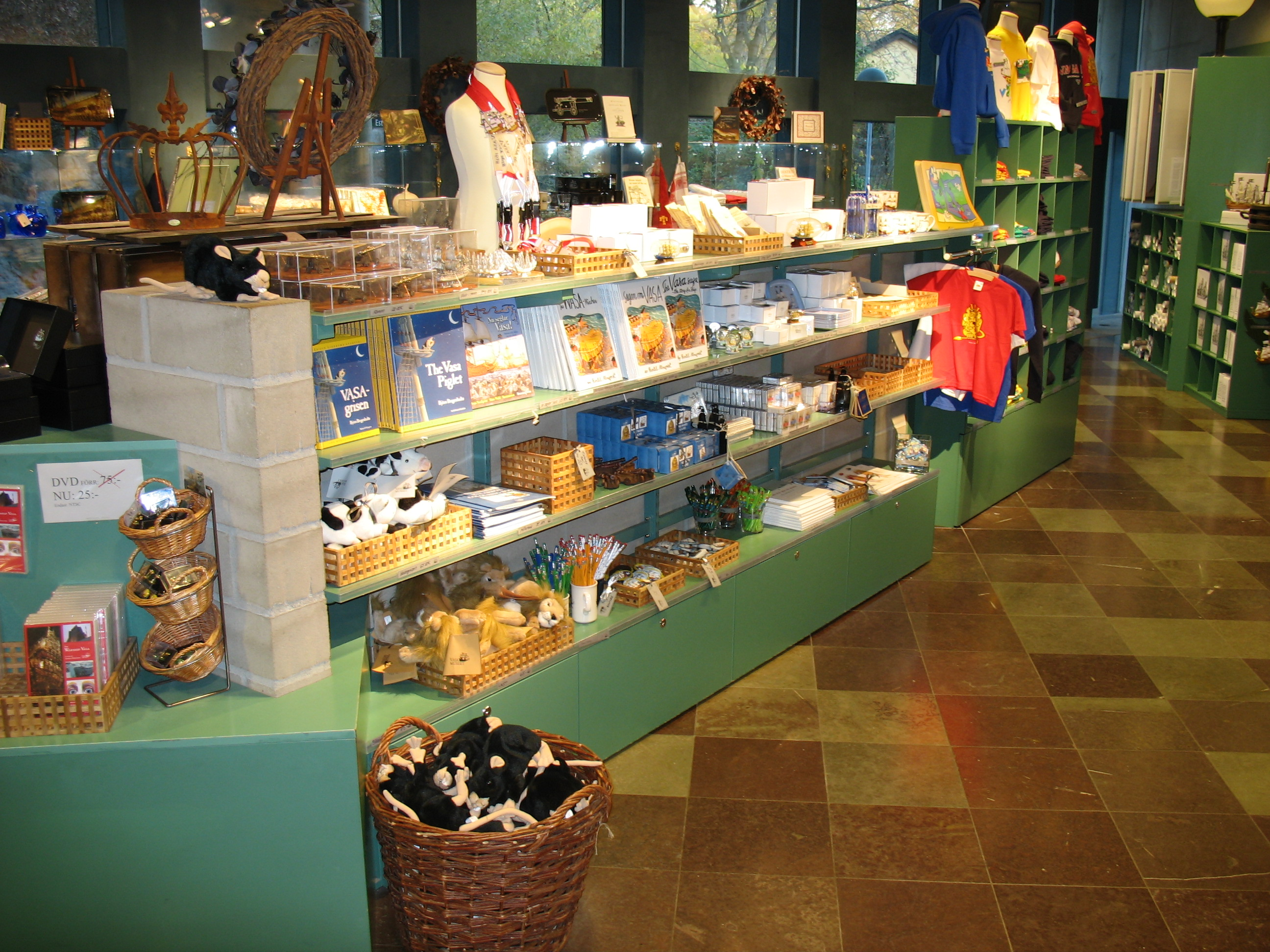
Sklep z pamiątkami

## Otoczenie muzeum

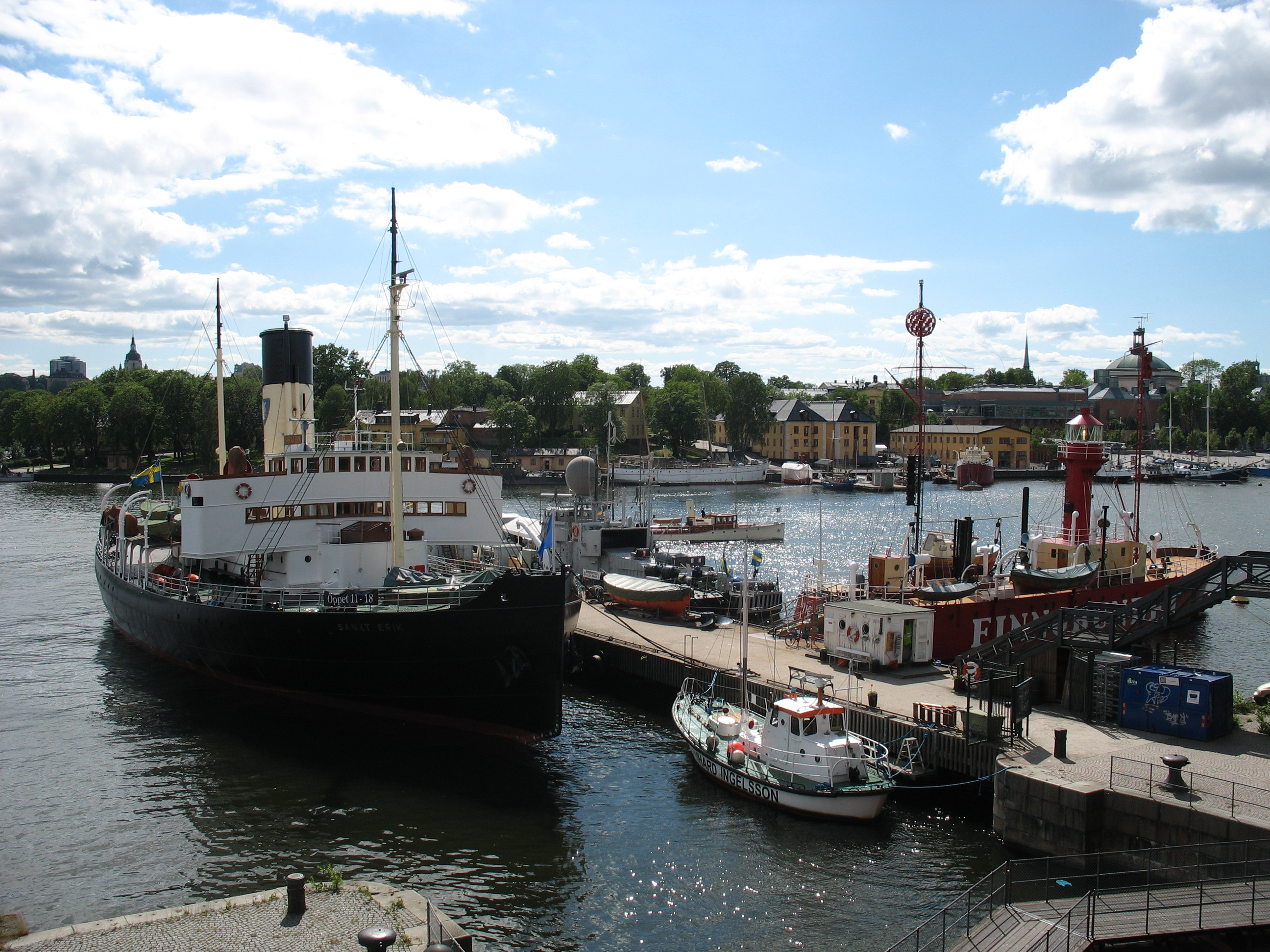
Statki Sankt Erik (z lewej strony kei) i Finngrundet (z prawej)

Przy betonowej kei znajdującej się w pobliżu wejścia do muzeum stoją zacumowane dwa zabytkowe statki:
- Sankt Erik – jeden z pierwszych szwedzkich lodołamaczy, zbudowany w 1915, z charakterystycznym czarnym, nitowanym kadłubem i pojedynczym, wysokim kominem. Jego wnętrze daje pogląd na życie marynarzy na początku XX w. Statek zachował się w dobrym stanie technicznym, włącznie z oryginalną maszyną parową,
- Finngrundet – latarniowiec zbudowany w latach 1902–1903, z charakterystycznym, czerwonym kadłubem. Statki tego typu służyły do lat 60. XX w. do oświetlania niebezpiecznych miejsc na trasach żeglugowych.

Nieopodal muzeum znajduje się też pomnik Estonii – zbudowany dla upamiętnienia 852 ofiar katastrofy promu MS „Estonia”, który we wrześniu 1994 uległ katastrofie płynąc z Tallinna do Sztokholmu. Na pomniku mającego formę trzech granitowych ścian wysokich na 2,5 m, ustawionych w formie trójkąta, wyryte zostały nazwiska ofiar i napis: „Ich imion i ich losu nigdy nie zapomnimy”

## Ratowanie statku Vasa
W 2025 roku Muzeum Vasa w Sztokholmie rozpoczęło zakrojony na szeroką skalę projekt konserwatorski, mający na celu uratowanie tego unikatowego, XVII-wiecznego okrętu. W tym celu podpisano umowę z firmą Alleima na budowę stalowego szkieletu, który ma ustabilizować konstrukcję statku i zapobiec jego dalszemu niszczeniu. Koszt tego przedsięwzięcia przekracza 200 milionów koron szwedzkich i jest jednym z największych projektów konserwatorskich w historii. Stalowy szkielet, wykonany z odpornej na korozję stali nierdzewnej, będzie pełnił funkcję "kręgosłupa", podtrzymując kadłub statku i chroniąc go przed dalszymi uszkodzeniami. Prace nad instalacją szkieletu potrwają do 2027 roku.